# Cristo del Sagrado Corazón
Cristo del Sagrado Corazón o Cristo Sagrado Corazón de Jesús es una estatua de Jesús de 23 metros de altura mostrando un "Corazón Sagrado" que se encuentra por encima de la localidad de El Morro, a seis millas al sur de la ciudad de Rosarito, en el estado de Baja California, al norte de México. La estatua se encuentra al otro lado de la carretera y del complejo Las Rocas Resort and Spa.
La estatua pesa 40 toneladas y fue encargado por Antonio Pequeño Guerrero. La cabeza, el pecho y los brazos son de acero y la parte inferior del cuerpo de fibra de vidrio. La cumbre sobre la que se asienta fue utilizada para establecer una pequeña cruz, en la que se colocan las flores en los días santos, en la cual se encuentra sepultado el señor Antonio Pequeño.